# God hates us all
God Hates Us All is het negende studioalbum van de Amerikaanse thrashmetalband Slayer. Het werd opgenomen in The Warhouse Studio te Canada. Het album werd uitgebracht op 11 september 2001.
Veel fans vinden het een knallende terugkeer na het teleurstellende album Diabolus in Musica.
Ze waren al begonnen met het schrijven van de nummers in 1999, maar Ozzfest 1999 leidde hun af en later ook nog Tattoo the Earth. Uiteindelijk gingen ze in het voorjaar van 2001 in de studio.

## Tracklist
1. Darkness of Christ 1:30
2. Disciple 3:35
3. God Send Death 3:45
4. New faith 3:05
5. Cast Down 3:26
6. Threshold 2:29
7. Exile 3:55
8. Seven Faces 3:41
9. Bloodline 3:36
10. Deviance 3:08
11. War Zone 2:45
12. Here comes the Pain 4:32
13. Payback 3:03

## Bezetting
- Tom Araya, zang en bas
- Kerry King, gitaar
- Jeff Hanneman, gitaar
- Dave Lombardo, drums